# Alaus calcaripilosus
Alaus calcaripilosus là một loài bọ cánh cứng trong họ Elateridae. Loài này được Casari miêu tả khoa học năm 1996.